# 돈 워트
도널드 랠프 워트(Donald Ralph Wert, 1938년 7월 29일~2024년 8월 24일)는 "코요테"(Coyote)라는 별명으로 알려진 미국의 프로 야구 선수이다. 1963년부터 1971년까지 메이저 리그 베이스볼(MLB)에서 3루수로 뛰었으며, 선수 경력의 대부분을 디트로이트 타이거스에서 보내며 한 차례 올스타 선정과 1968년 월드 시리즈 우승을 경험했다.
명예의 전당에 헌액된 동시대의 3루수 브룩스 로빈슨에 가려 큰 주목은 받지 못했지만, 당대 메이저 리그 최고의 수비형 3루수 중 한 명으로 평가받았다. 1971년에 워싱턴 세너터스 소속으로 메이저 리그 마지막 시즌을 보냈다.

## 어린 시절
워트는 1938년 7월 29일 미국 펜실베이니아주 랭커스터군 스트래즈버그에서 태어났다. 이후 펜실베이니아주 랭커스터에 있는 프랭클린 & 마셜 칼리지에 다니며 학내 야구부인 디플로매츠에서 선수로 뛰었다. 1958년에 아마추어 자유계약선수 자격으로 디트로이트 타이거스와 계약을 맺었고, 이후 몇 년간 마이너 리그에 머물렀다.

## 메이저 리그 경력

### 1963년~1967년
워트는 24세이던 1963년에 메이저 리그의 부름을 받았으며, 이듬해인 1964년에는 디트로이트 타이거스의 주전 3루수로 자리잡았다. 이후 1970년 시즌까지 부동의 주전 자리를 꿰찼다. 타격 부문에서 괄목할만한 성적을 거두지는 못했지만, 당대 최고의 수비형 3루수 중 한 명으로 이름을 알렸다. 1965년 시즌에는 리그 전 경기인 162경기에 출전했으며, 수비율 .976로 아메리칸 리그 3루수 중 이 부문 1위에 이름을 올렸다. 이는 1960년대에 브룩스 로빈슨이 아닌 다른 3루수가 수비율 1위를 차지한 유일한 시즌이었다. 또한 그해 출루율 .341를 비롯해 커리어 하이인 159안타, 73볼넷을 기록했으며, 12홈런으로 장타력도 발휘했다. 이러한 활약으로 워트는 미국야구기자협회 디트로이트 지부가 선정한 초대 ‘타이거스 올해의 선수’에도 선정되었으며, 아메리칸 리그 최우수 선수상 투표에서도 10위에 이름을 올렸다. 1966년 시즌에는 타율 .268, 출루율 .342, 2루타 20개, 11홈런, 70타점으로 데뷔 이후 최고의 시즌을 보냈다.

### 1968년~1971년
짐 노스럽이 만루 홈런 2개를 기록한 1968년 6월 24일 클리블랜드 인디언스전에서, 워트는 상대 투수 할 커츠의 투구에 머리를 맞았으며, 그로 인해 워트의 헬멧이 쪼개졌다. 워트는 들것에 실려나가 병원에서 이틀 밤을 지냈으며, 몇 차례 경기에 결장한 뒤로는 예전과 같은 타격을 보여주지 못했다. 1967년 시즌까지 메이저 리그에서의 다섯 시즌 동안 .257 미만의 타율을 기록한 시즌이 없었지만, 1968년에는 536타수 107안타로 커리어 로우인 .200의 타율을 기록했다.
하지만 낮은 타율에도 불구하고 딕 윌리엄스 감독의 추천으로 1968년 메이저 리그 베이스볼 올스타전 출전 선수로 선정되었으며, 올스타전 8회에 투수 톰 시버를 상대로 2루타를 때려내기도 했다. 경기는 내셔널 리그가 1–0으로 승리했다. 1968년 9월 17일 경기에서는 9회 소속팀 디트로이트의 아메리칸 리그 페넌트 우승을 확정짓는 끝내기 안타를 때려냈다. 또한 1968년 월드 시리즈에서는 7차전 9회초 2아웃 상황에서 주자 딕 트레이슈스키를 홈으로 불러들이는 안타를 쳐냈는데, 이는 시리즈를 통틀어 소속팀 디트로이트가 낸 마지막 점수였다. 워트의 활약에 힘입어 디트로이트는 이 경기에서 4–1로 승리했고, 시리즈 전적 4승 3패로 월드 시리즈 우승을 차지했다.
1969년 7월 15일 워싱턴 D.C.에서 열린 경기에서 리처드 닉슨 미국 대통령이 경기를 관람한 가운데, 워트는 에드 브링크먼이 친 땅볼 타구를 삼중살로 연결시켰다. 1970년 7월 9일 경기에서는 같은 팀 타자 돌턴 존스가 관중석 상단으로 타구를 날려보냈는데, 여기서 다소 예외적인 상황이 발생했다. 원래는 만루 홈런이 되었어야 하지만, 타자 주자였던 존스가 1루와 2루 베이스 사이에서 주자 워트를 앞지르면서 아웃되었고, 이는 3타점 1루타로 기록되었다. 이후 존스는 이 플레이의 책임을 워트에게 돌렸는데, 타구가 홈런으로 연결되거나 또는 아웃될 것을 대비해 워트가 1루에서 2루 사이의 중간 지점까지는 가 있어야 했지만, 워트는 공이 잡힐 것을 우려해 1루로 돌아가 태그업 시도를 하려고 했고, 그 결과 존스 자신은 1루를 두세 발짝 지난 지점에서 워트를 추월하게 되었다고 지적했다.
1970년 10월 9일, 디트로이트의 워트, 데니 매클레인, 엘리엇 매독스, 놈 맥레이와 워싱턴 세너터스의 에드 브링크먼, 아우렐리오 로드리게스, 조 콜먼, 짐 해넌을 맞바꾸는 트레이드가 단행되었다. 1971년 시즌에 워트는 세너터스 소속으로 20경기에 출전했으며, 40타수 2안타로 타율은 .050을 기록한 채 그해 6월 24일에 소속팀에서 방출되었다.
워트는 메이저 리그 통산 9시즌 동안 1,110경기에 출전해 타율 .242, 929안타, 418득점, 389볼넷, 365타점, 2루타 129개, 77홈런을 기록했다. 수비 부문 기록에 있어서는 3루수 포지션에서 1,043경기를 출전했으며, 해당 포지션에서 914풋아웃, 1,987어시스트를 비롯해 173번의 병살에 관여했다.

## 사망
워트는 2024년 8월 24일에 스트래즈버그에 있는 자신의 집에서 86세의 나이로 타계했다.